# 多樣屋
多樣屋（TAYOHYA）是總部位於中華人民共和國上海市的一家家居用品連鎖商店，1998年由台灣人潘淑真創辦於上海。截至2010年，多樣屋在中國大陸170個城市開設420家門店。

## 外部連結
- 官方网站